# 環境管理センター
株式会社環境管理センター（かんきょうかんりセンター 英: ENVIRONMENTAL CONTROL CENTER CO.,LTD.）は、環境調査・分析・コンサルタント業務を行っている企業。

## 主要取扱商品
- 土壌調査分析
- 残土調査分析
- 環境調査分析
- 工場等の騒音振動調査
- 自動車騒音、道路交通振動調査
- 交通量調査解析
- 作業環境測定
- コンサルティング（環境アセスメント）
- 生活環境影響調査
- 大規模小売店舗立地法
- ダイオキシン類分析
- 自然環境調査
- 受託研究、特殊実験
- 放射性物質の核種分析　MOVING LAB（ムービングラボ）所有
- アスベスト分析　MOVING LAB（ムービングラボ）所有
- 外壁アスベスト調査分析
- 建材製品中のアスベスト調査分析
- 空気中のアスベスト濃度測定分析
- 煙突のアスベスト測定分析
- 臭気調査、におい評価
- 悪臭対策コンサルティング
- 脱臭機、消臭剤等の性能評価試験
- 多人数嗅覚パネルによる官能試験
- におい成分の特定
- 線虫（センチュウ）防除試験
- 線虫（センチュウ）診断
- 植害試験
- 栽培試験・圃場試験
- 環境対策工事
- 汚染土壌処理
- アスベスト除去処分
- 橋梁等の塗膜の有害成分調査分析
- 清掃工場、最終処分場のモニタリング
- 産業廃棄物調査分析
- レアメタル調査

## 沿革
- 1971年（昭和46年）
  - 7月 - 東京都日野市高幡に資本金500万円で会社設立。
  - 8月 - 水質分析業務開始。
  - 12月 - 悪臭分析業務開始。
- 1972年（昭和57年）
  - 1月 - 河川水質調査業務開始。
  - 2月 - 大気分析業務開始。
- 1974年（昭和49年）6月 - ゴミ組成分析業務開始。
- 1975年（昭和50年）4月 - 千葉出張所（現・東関東技術センター）を千葉県千葉市に開設。
- 1976年（昭和51年）5月 - 環境アセスメント業務開始。
- 1977年（昭和52年）7月 - 臭気官能試験業務開始（三点比較式臭袋法）。
- 1982年（昭和57年）
  - 2月 - 大気拡散実験調査業務開始。
  - 4月 - 水質源・水辺の保全計画業務開始。
- 1983年（昭和58年）9月 - 埼玉事業所（現・北関東技術センター）を埼玉県大宮市に開設。
- 1987年（昭和62年）
  - 2月 - 環境計画（コンサルタント）業務開始。
  - 4月 - 本社を東京都日野市上田に移転。
  - 6月 - アスベスト測定業務開始。
- 1991年（平成3年）11月 - ダイオキシン分析業務開始。
- 1992年（平成4年）
  - 8月 - 環境コンサルタント事業部を東京都八王子市に建築し、開設。
  - 9月 - 環境基礎研究所を東京都八王子市に建築し、開設。
- 1993年（平成5年）
  - 2月 - 横浜営業所（現・神奈川営業所）を神奈川県横浜市に開設。
  - 6月 - 北海道営業所（現・北海道支店）を北海道札幌市に開設。
- 1996年（平成8年）11月 - 株式を日本証券業協会に店頭売買銘柄として登録。
- 1997年（平成9年）
  - 4月 - 品質国際規格ISO9001を7事業所にて認証取得。
  - 6月 - 環境化学会論文賞を受賞。
- 1998年（平成10年）
  - 4月 - 土壌・地下水汚染修復に関わるコーディネート業務開始。
  - 5月 - 環境マネジメントシステム国際規格ISO14001を9事業所にて認証取得。
  - 8月 - 超微量（化学物質）分析棟を環境基礎研究所に開設。
  - 10月 - 外因性内分泌撹乱化学物質（環境ホルモン）分析業務開始。
- 1999年（平成11年）9月 - 環境報告書の作成を中心とした『環境コミュニケーション支援事業』を開始（大日本印刷、太田昭和環境品質研究所との事業提携）。
- 2000年（平成12年）
  - 4月 - ダイオキシン類のサンプリング、分析に関して国際試験所認定ISO/IECガイド25を認証取得（認証番号：JCLA7）。
  - 4月 - 深層水事業を展開する「バイオ事業開発本部」を設置。
  - 10月 - 日野事業所を東京都日野市に開設。
- 2001年（平成13年）
  - 4月 - 土壌環境基準24項目のサンプリング、分析に関して国際試験所認定ISO/IEC17025認定取得。
  - 10月 - 国際試験所認定ISO/IEC17025の対象範囲の拡大認定（ISO/IECガイド25の規格変更に伴う移行と対象範囲の拡大認定）。
- 2002年（平成14年）
  - 4月 - 計量法改正により「特定計量証明事業者認定制度」（MLAP）が導入。
  - 7月 - 分析センターが特定計量証明事業者を認定。
- 2004年（平成16年）5月 - 名古屋営業所を愛知県名古屋市に開設。
- 2006年（平成18年）
  - 1月 - 測量業者登録。
  - 3月 - 地質調査業者登録。
- 2007年（平成19年）
  - 5月 - 特定建設業許可取得。
  - 7月 - 北関東支社を埼玉県さいたま市に移転。
- 2008年（平成20年）1月 - 東関東支社を千葉県千葉市に移転。
- 2011年（平成23年）4月 - 放射能／放射線測定業務を開始。
- 2012年（平成24年）
  - 5月 - 神田オフィス開設（首都圏支社、官需営業部を移転）。
  - 5月 - 東京支社を東京都日野市に移転。
  - 7月 - 本社を東京都八王子市に移転。
- 2013年（平成25年）
  - 4月 - 福島事業所開設。
  - 7月 - 食品、飲料水の放射性核種分析で国際試験所認定ISO/IEC17025を取得。
- 2015年（平成27年）
  - 4月 - 筑西試験農場を茨城県筑西市に開設。
  - 6月 - 東関東支社で国際試験所認定ISO/IEC17025を取得。
  - 12月 - 福島事業所を福島県福島市に移転。
- 2016年（平成28年）
  - 7月 - 分析センター、東関東支社、北関東支社、日野分室を、技術センター、東関東技術センター、北関東技術センター、におい・かおりLABへ改称。
  - 10月 - 株式会社フィールド・パートナーズと資本業務提携を締結。
- 2018年（平成30年）
  - 5月 - 子会社として株式会社土壌環境リサーチャーズを設立。
  - 8月 - 子会社としてKANKYO ENVIRONMENT SOLUTIONS CO.,LTD.を設立。
  - 9月 - ふくしま浜通りイノベーションセンターを開設。
- 2019年（平成31年/令和元年）
  - 4月 - 持分法適用会社として浙江同曄環境科技有限公司を設立。
  - 6月 - 宅地建物取引業事業開始。
- 2021年（令和3年）
  - 4月 -  株式会社サンエイテクニクスを株式取得により子会社化。
  - 8月 -  放射性物質「トリチウム」分析業務を開始。

## 事業所
- 本社（東京都八王子市）
- 営業本部（東京都千代田区）
- 技術センター（東京都八王子市）
- 北関東技術センター（埼玉県さいたま市）
- におい・かおりLab（東京都日野市）
- 東関東支店（千葉県千葉市）
- 北海道支店（北海道札幌市）
- 福島事業所（福島県双葉郡富岡町）
- 神奈川事業所（神奈川県川崎市）
- 名古屋営業所（愛知県名古屋市）
- ソリューション事業部（東京都八王子市）
- 筑西試験農場（茨城県筑西市）
- 農業環境ラボ（AEL）（茨城県猿島郡）
- ふくしま浜通りイノベーションセンター（福島県双葉郡富岡町）
- 子会社 - 株式会社サンエイテクニクス（愛知県名古屋市）
- 子会社 - 株式会社土壌環境リサーチャーズ（千葉県千葉市）
- 子会社 - KANKYO ENVIRONMENT SOLUTIONS CO.,LTD.（Vietnam国 Hung Yen省）

### 主な研究開発活動
1. 大気中微小粒子状物質（PM2.5）中の微量有機化合物に関する研究
2. 水生昆虫の遺伝的多様性や環境指標性に関する研究
3. 微生物による汚染土壌浄化技術に関する研究
4. 遺棄化学兵器由来のヒ素化合物に関する研究
5. 土壌中重金属等の簡易分析法の開発
6. 環境政策の形成要因および国際動向に関する研究
7. 医薬品等の化学物質の環境水中での挙動の解明
8. 有害物質の分解酵素を検出する抗体の開発
9. 土壌中重金属の不溶化剤の開発
10. グリーン購入品の表示の信頼性確保に関する製品テスト
11. レアメタル分析に関する開発

## 主な加盟団体
- 社団法人日本環境測定分析協会
- 社団法人廃棄物コンサルタント協会
- 社団法人環境アセスメント協会
- 社団法人におい・かおり環境協会
- 社団法人土壌環境センター
- 社団法人日本作業環境測定協会
- 社団法人全国産業廃棄物連合会
- EMネットワーク